# Dermot Bradley
Dermot Bradley (* 26. Januar 1944 in Dublin; † 19. Dezember 2009 in Nordwalde) war ein irischer Militärhistoriker. Über viele Jahre war er Funktionsträger der deutschen Gesellschaft für Sicherheitspolitik.

## Leben
Dermot Bradley stammte aus Irland und war das älteste Kind eines Staatsbediensteten; er hatte drei jüngere Geschwister. Er besuchte zunächst das Oatlands College im Dubliner Vorort Stillorgan. An der Universität Dublin studierte er von 1964 bis 1967 Germanistik und Geschichtswissenschaft und schloss das Studium mit dem Diplom-Staatsexamen ab. Seinen Militärdienst leistete er bei der irischen Armee im South County Battalion der F.C.A. ab. Bradley war seit 1968 Reserveoffizier der Irischen Streitkräfte.
Bereits in seiner Jugend begann er sich für Deutschland und Militär zu interessieren. Die deutsche Sprache begann er während Ferienaufenthalten in Deutschland zu erlernen. Seit 1962 verbanden ihn auch Kontakte zu den Wehrmachts-Generälen Walther Wenck und Walther Nehring sowie zum SS-Obergruppenführer und General der Waffen-SS Wilhelm Bittrich. Einige traf er auch persönlich. In dieser Zeit begann Bradley, Dokumente und Gegenstände aus der Zeit des Zweiten Weltkrieges zu sammeln. Nach dem Studium übersiedelte Bradley nach Deutschland, wo er ab 1967 als Lehrer für Geschichte, Englisch, Politik u. a. am Overberg-Kolleg in Münster tätig wurde. An der Universität Münster setzte er seine Studien fort und wurde dort 1976 im Fachgebiet Militärwissenschaft mit einer Arbeit über Heinz Guderian zum Dr. phil. promoviert. Sein Doktorvater war Werner Hahlweg. Das Vorwort zur Dissertation schrieb Nehring, der anmerkte, Bradley sei „der wohl beste Kenner der Generale geworden, die in den 60er Jahren oder später noch lebten“. Er befasste sich schließlich als Autor und Lektor mit militärhistorischen Themen. Bradley, der regelmäßig in seine Heimat Irland zurückkehrte, hielt in zweijährigen Abständen bei der Military History Society of Ireland von 1988 bis Ende der 1990er Jahre Vorträge mit Deutschlandbezug. Ab 1998 gehörte er dem Rat der Military History Society of Ireland an. Als Funktionär der Gesellschaft für Sicherheitspolitik war er von 1976 bis 2000 Sektionsleiter in Münster und von 1991 bis 2000 zugleich Landesvorsitzender von Nordrhein-Westfalen.
In den 1990er Jahren trat bei Bradley die Parkinson-Krankheit zutage. Er starb am 19. Dezember 2009 nach langer Krankheit und wurde auf dem Zentralfriedhof Münster beigesetzt.

## Publizistische Tätigkeit
Bradley verfasste zahlreiche Bücher zur deutschen Militärgeschichte, wie beispielsweise das mehrteilige Werk Die Generale des Heeres 1921–1945, die er sämtlich im Osnabrücker bzw. Bissendorfer Biblio Verlag veröffentlichte.
Zusammen mit Richard Schulze-Kossens, vormals zeitweilig Adjutant von Adolf Hitler und Joachim von Ribbentrop, war Bradley 1984 Herausgeber des Tätigkeitsbericht des Chefs des Heerespersonalamtes General der Infanterie Rudolf Schmundt. 1.10.1942–29.10.1944. Fortgeführt von Wilhelm Burgdorf, der ebenfalls im Biblio-Verlag Osnabrück erschien. Er war Mitherausgeber von Mars – Jahrbuch für Wehrpolitik und Militärwesen, das im Biblio Verlag erschien.
Mit Brigadegeneral a. D. Hansgeorg Model edierte er eine Dokumentation über das Leben seines Vaters Walter Model. Sie erschien zum 100. Geburtstag Models und enthielt überwiegend Dokumente wie Versetzungsverfügungen, Befehle oder Briefe.
Bradley publizierte auch im Deutschen Soldatenjahrbuch, zum Beispiel in den Jahren 1996, 1997, 1998, 1999 und 2000/1.
1986 hielt Bradley auf der Jahreshauptversammlung der Ordensgemeinschaft der Ritterkreuzträger (OdR) den Vortrag Legenden und Fälschungen in der neueren deutschen Militärgeschichte.
Neben der deutschen Militärgeschichte publizierte Bradley auch über Terrorismus und Guerilla-Krieg im Nordirlandkonflikt, so in „Die historischen Wurzeln der Guerilla und des Terrorismus in Nordirland“ (in Rolf Tophoven: Politik durch Gewalt, 1976) und „Irland – nach 830 Jahren findet die Tragödie kein Ende. Guerilleros und Terroristen in Nordirland (Stand 1. November 1999)“ (in: Mars, 2000).

## Rezeption
Bruno Thoß vom Militärgeschichtlichen Forschungsamt (MGFA) nannte Die Generale des Heeres 1921–1945 eine „zuverlässige Datensammlung“ und kam zu einer „durchgängig positive[n] Einschätzung“: Es handele sich um eine „für Militärhistoriker zentrale Reihe zur Personen- und Strukturgeschichte der deutschen Generalität“. Aus „sozialhistorischer Sicht“ sei aber die Frage aufzuwerfen, ob man „nicht auch Angaben zum weiteren nichtmilitärischen Werdegang“ des Personenkreises nach 1945 machen könne. Die Militärhistoriker Rüdiger Wenzke (MGFA) und Klaus Froh schätzten die Bände der durch Bradley herausgegebenen Reihe Deutschlands Generale und Admirale als „umfangreich und sorgfältig recherchiert“ ein.
Reinhard Stumpf (MGFA) bezeichnete die von Bradley herausgegebenen Tätigkeitsberichte General Schmundts als „wissenschaftlich anspruchsloses, aber für die Forschung wichtiges und hervorragend ausgestattetes Buch“. Stumpf bedauerte, man erfahre aus der Edition nicht, dass Schmundt „Hitler gegenüber völlig kritiklos war“. Die Schmundt-Tagebücher hätten eine „kritische Edition durch einen Personalfachmann verdient“; bis diese vorliege, könne die „opulente Faksimileedition durchaus als Ersatz dienen“, so Stumpf.

## Ehrungen
- Ehrenkreuz der Bundeswehr in Gold (1993)[1]
- Verdienstorden der Bundesrepublik Deutschland, Bundesverdienstkreuz 1. Klasse (1998)[7]
- Ernennung zum Ehrenlandesvorsitzenden der Gesellschaft für Sicherheitspolitik in NRW (2001)[7]

## Veröffentlichungen
- Generaloberst Heinz Guderian und die Entstehungsgeschichte des modernen Blitzkrieges (= Studien zur Militärgeschichte, Militärwissenschaft und Konfliktsforschung; Band 16). Mit einem Vorwort von Walther K. Nehring. Biblio-Verlag, Osnabrück 1978, ISBN 3-7648-1113-7. 2., ergänzte Auflage 1986, ISBN 3-7648-1486-1.
- mit Erich Hampe: Die unbekannte Armee. Die technischen Truppen im Zweiten Weltkrieg. (= Studien zur Militärgeschichte, Militärwissenschaft und Konfliktsforschung; Band 21). Mit einem Geleitwort von Karl Hollidt. Biblio-Verlag, Osnabrück 1979, ISBN 3-7648-1175-7.
- Walther Wenck. General der Panzertruppe (= Soldatenschicksale des 20. Jahrhunderts als Geschichtsquelle; Band 3). Mit einem Geleitwort von Karl Hollidt. Biblio-Verlag, Osnabrück 1981, ISBN 3-7648-1177-3. 2., verbesserte Auflage 1982, ISBN 3-7648-1283-4. 3., verbesserte Auflage 1985, ISBN 3-7648-1459-4.
- mit Karl Friedrich Hildebrand und Markus Brockmann: Die Generale des Heeres 1921–1945. Die militärischen Werdegänge der Generale, sowie der Ärzte, Veterinäre, Intendanten, Richter und Ministerialbeamten im Generalsrang (= Deutschlands Generale und Admirale; Teil IV). Biblio-Verlag, Bissendorf, ISBN 3-7648-2422-0.
  - Bd. 1: Abberger – Bitthorn. 1993, ISBN 3-7648-2423-9.
  - Bd. 2: V. Blanckensee – v. Czettritz und Neuhauss. 1993, ISBN 3-7648-2424-7.
  - Bd. 3: Dahlmann – Fitzlaff. 1994, ISBN 3-7648-2443-3.
  - Bd. 4: Fleck – Gyldenfeldt. 1996, ISBN 3-7648-2488-3.
  - Bd. 5: v. Haack – Hitzfeld. 1999, ISBN 3-7648-2538-3.
  - Bd. 6: Hochbaum – Klutmann. 2002, ISBN 3-7648-2582-0.
  - Bd. 7: Knabe – Luz. 2004, ISBN 3-7648-2902-8.
- mit Heinz-Peter Würzenthal: Vollständige Liste der Generale und Admirale der Bundeswehr 1955–1990. Mit einem Vorwort von Harald Wust (= Deutschlands Generale und Admirale; Teil VIa). Biblio-Verlag, Osnabrück 1990, ISBN 3-7648-1783-6.
- mit Heinz-Peter Würzenthal und Hansgeorg Model: Die Generale und Admirale der Bundeswehr 1955–1999. Die militärischen Werdegänge (= Deutschlands Generale und Admirale; Teil VIb). 4 Bände. Biblio-Verlag, Osnabrück, ISBN 3-7648-2494-8.
  - Bd. 1: Adam – Fuhr. 1998, ISBN 3-7648-2492-1.
  - Bd. 2, 1: Gaedcke – Hoff. 2000, ISBN 3-7648-2369-0.
  - Bd. 2, 2: Hoffmann – Kusserow. 2000, ISBN 3-7648-2370-4.
  - Bd. 3: Laegeler – Quiel. 2005, ISBN 3-7648-2382-8.

## Herausgeberschaften
- Deutschlands Generale und Admirale. Biblio Verlag, Osnabrück.
- Quellenstudien zur politischen Geschichte. Biblio Verlag, Osnabrück, ISBN 3-7648-1481-0.
- Soldatenschicksale des 20. Jahrhunderts als Geschichtsquelle. Biblio Verlag, Osnabrück, ISBN 3-7648-1167-6.
- mit Hans Bleckwenn: Günther Voigt und Günter Wegner: Deutschlands Heere bis 1918. Ursprung und Entwicklung der einzelnen Formationen. Biblio Verlag, Osnabrück, ISBN 3-7648-1199-4.
- zusammen mit Johann Christoph von Allmayer-Beck, Hans Bleckwenn, Charles B. Burdick, Othmar Hackl, Werner Hahlweg und Walter Schaufelberger: Studien zur Militärgeschichte, Militärwissenschaft und Konfliktforschung. Biblio Verlag, Osnabrück.
- zusammen mit Ulrich Marwedel: Militärgeschichte, Militärwissenschaft und Konfliktforschung. Eine Festschrift für Werner Hahlweg, Professor für Militärgeschichte und Wehrwissenschaft an der Westfälischen Wilhelms-Universität Münster, zur Vollendung seines 65. Lebensjahres am 29. April 1977 (= Studien zur Militärgeschichte, Militärwissenschaft und Konfliktsforschung. Band 15). Biblio Verlag, Osnabrück 1977, ISBN 3-7648-1094-7.
- zusammen mit Heinz-Ludger Borgert und Wolfram Zeller: Mars – Jahrbuch für Wehrpolitik und Militärwesen. ISSN 1430-581X 5 Bände. Biblio-Verlag, Osnabrück 1995–2000, ISBN 3-7648-2451-4.
- zusammen mit Hansgeorg Model: Generalfeldmarschall Walter Model (1891–1945). Dokumentation eines Soldatenlebens. Biblio-Verlag, Osnabrück 1990, ISBN 3-7648-1785-2.
- zusammen mit Richard Schulze-Kossens: Tätigkeitsbericht des Chefs des Heerespersonalamtes General der Infanterie Rudolf Schmundt. 1. 10. 1942 – 29. 10. 1944 / fortgeführt von Wilhelm Burgdorf. Mitverfasser Gerd Heuer. Biblio-Verlag, Osnabrück 1984, ISBN 3-7648-1292-3.

## Bearbeitungen
- Günter Wegmann (Hrsg.): Formationsgeschichte und Stellenbesetzung der deutschen Streitkräfte 1815–1990. Teilweise bearbeitet von Dermot Bradley. Biblio-Verlag, Osnabrück, ISBN 3-7648-1779-8.